# Філіпп Маркс
Філіпп Маркс (нім. Philipp Marx; нар. 3 лютого 1982) — колишній німецький тенісист.
Найвищу одиночну позицію світового рейтингу — 300 місце досяг 3 квітня 2006, парну — 53 місце — 27 вересня 2010 року.
Найвищим досягненням на турнірах Великого шолома був чвертьфінал в парному розряді.

## Фінали турнірів ATP за кар'єру

### Парний розряд: 2 (2 поразки)
| Легенда (до/після 2009)                     |
| Турніри Великого шлему (0–0)                |
| Фінали Світового туру ATP (0–0)             |
| Серія Мастерс 1000 Світового Туру ATP (0–0) |
| Серія 500 Світового туру ATP (0–0)          |
| Серія 250 Світового туру ATP (0–2)          |

| Фінали за покриттям |
| Тверде (0–2)        |
| Ґрунт (0–0)         |
| Трава (0–0)         |
| Килим (0–0)         |

| Результат | Ранг | Дата           | Турнір                   | Покриття   | Партнер        | Суперники                   | Рахунок          |
| --------- | ---- | -------------- | ------------------------ | ---------- | -------------- | --------------------------- | ---------------- |
| Поразка   | 1.   | 28 лютого 2010 | Delray Beach Open, США   | Тверде     | Ігор Зеленай   | Боб Браян Майк Браян        | 3–6, 6–7(3–7)    |
| Поразка   | 2.   | 9 лютого 2014  | Zagreb Indoors, Хорватія | Тверде (i) | Міхал Мертиняк | Жан-Жульєн Роєр Горія Текеу | 6–3, 4–6, [2–10] |

## Фінали ф'ючерсів та челенджерів: 69 (29–40)

### Одиночний розряд: 6 (2–4)
| Легенда           |
| Челленджери (0–0) |
| Ф'ючерси (2–4)    |

| Результат | Ранг | Дата | Турнір                    | Покриття   | Суперник        | Рахунок          |
| --------- | ---- | ---- | ------------------------- | ---------- | --------------- | ---------------- |
| Перемога  | 1.   | 1977 | Монтего-Бей, Ямайка       | Тверде     | Адам Кеннеді    | 6–4, 3–6, 6–3    |
| Поразка   | 1.   | 1998 | Нуслох, Німеччина         | Килим (i)  | Юрій Щукін      | 6–7(3), 6–4, 6–4 |
| Поразка   | 2.   | 1977 | Плезір, Франція           | Тверде (i) | Роман Валент    | 6–4, 7–6(4)      |
| Перемога  | 2.   | 1987 | Оберентфельден, Швейцарія | Килим (i)  | Бенджамін Руфер | 6–1, 6–2         |
| Поразка   | 3.   | 1991 | Штутгарт, Німеччина       | Тверде (i) | Даніель Люстіг  | 7–6(2), 7–6(7)   |
| Поразка   | 4.   | 1994 | Норрчепінг, Швеція        | Тверде (i) | Карл Берґман    | 4–6, 6–3, 7–5    |

### Парний розряд: 63 (27–36)
| Легенда             |
| Челленджери (16–22) |
| Ф'ючерси (11–14)    |

| Результат | Ранг | Дата              | Турнір                                        | Покриття         | Партнер               | Суперники                                       | Рахунок                    |
| --------- | ---- | ----------------- | --------------------------------------------- | ---------------- | --------------------- | ----------------------------------------------- | -------------------------- |
| Перемога  | 1.   | 1974              | Лойн, Німеччина                               | Ґрунт (червоний) | Маркус Дікгардт       | Віталій Швець Томас Шек                         | без гри                    |
| Поразка   | 1.   | 1993              | Ов'єдо, Іспанія                               | Ґрунт (червоний) | Естебан Карріль       | Роберто Менендес Габрієль Трухільйо Солер       | 4–6, 6–4, 7–5              |
| Перемога  | 2.   | 1987              | Обергахінг, Німеччина                         | Тверде (i)       | Адам Хадай            | Петер Штайнберґер Марцель Ціммерманн            | 6–4, 6–3                   |
| Поразка   | 2.   | 1988              | Пуатьє, Франція                               | Тверде (i)       | Деніс Ґремельмайр     | Ніколя Ренаван Ніколя Турт                      | 6–1, 5–7, 6–3              |
| Поразка   | 3.   | 1979              | Алкмар, Нідерланди                            | Ґрунт (червоний) | Деніс Ґремельмайр     | Домінік Коен Стефан Ваутерс                     | 7–5, 6–1                   |
| Перемога  | 3.   | 1977              | Плезір, Франція                               | Тверде (i)       | Раміз Джунейд         | Ерік Буторак Кріс Дрейк                         | 7–5, 6–4                   |
| Поразка   | 4.   | 2003              | Нуслох, Німеччина                             | Килим (i)        | Торстен Попп          | Фредерік Нільсен Расмус Нербю                   | 6–3, 7–6(3)                |
| Поразка   | 5.   | 1996              | Штутгарт, Німеччина                           | Тверде (i)       | Торстен Попп          | Штефан Волі Артем Сітак                         | 6–3, 7–5                   |
| Поразка   | 6.   | 2000              | Острава, Чехія                                | Ґрунт (червоний) | Торстен Попп          | Ярослав Поспішил Павел Шнобел                   | 6–4, 6–7(3), [10–6]        |
| Перемога  | 4.   | 1986              | Mishref, Кувейт                               | Тверде           | Ральф Ґрамбов         | Мохаммад Гаріб Равішанкар Патханджалі           | 4–6, 7–6(5), 6–3           |
| Поразка   | 7.   | 1995              | Фюрт, Німеччина                               | Ґрунт (червоний) | Торстен Попп          | Васіліс Мазаракіс Феліпе Парада                 | 6–3, 6–2                   |
| Поразка   | 8.   | 1996              | Кассель, Німеччина                            | Ґрунт (червоний) | Раміз Джунейд         | Геро Кречмер Клінт Томсон                       | 7–6(5), 6–2                |
| Поразка   | 9.   | 1993              | Кемптен, Німеччина                            | Ґрунт (червоний) | Раміз Джунейд         | Мартін Фішер Філіпп Освальд                     | 6–3, 1–6, 7–6(1)           |
| Поразка   | 10.  | 1972              | Сарргемін, Франція                            | Килим (i)        | Бенджамін Ебрагімзаде | Даніель Мюллер Даніель Штер                     | 7–5, 6–3                   |
| Перемога  | 5.   | 1987              | Джерсі, Нормандські острови                   | Тверде (i)       | Давід Клір            | Ладіслав Храмоста Навдіп Сінгх                  | 6–2, 6–4                   |
| Поразка   | 11.  | 1980              | Глазго, Велика Британія                       | Тверде (i)       | Давід Олейнічак       | Джошуа Ґудалл Росс Гатчінс                      | 7–6(2), 7–5                |
| Перемога  | 6.   | 1975              | Шрусбері, Велика Британія                     | Тверде (i)       | Фредерік Нільсен      | Ларс Бургсмюллер Міша Зверєв                    | 6–4, 6–4                   |
| Перемога  | 7.   | 1998              | Нуслох, Німеччина                             | Килим (i)        | Флорін Мерджа         | Томаш Беднарек Франк Мозер                      | 6–3, 7–5                   |
| Поразка   | 12.  | 1991              | Штутгарт, Німеччина                           | Тверде (i)       | Ларс Юбель            | Давід Клір Даніель Мюллер                       | 7–5, 4–6, 6–1              |
| Перемога  | 8.   | 2001              | Лінчепінг, Швеція                             | Тверде (i)       | Ральф Ґрамбов         | Джеррі Сундґрен Мартін Тайпале                  | 6–0, 6–2                   |
| Перемога  | 9.   | 1994              | Норрчепінг, Швеція                            | Тверде (i)       | Рольф Ґрамбов         | Ріккардо Гедін П'єррік Їсерн                    | 3–6, 7–6(7), 6–4           |
| Перемога  | 10.  | 1998              | Кассель, Німеччина                            | Ґрунт (червоний) | Ларс Першке           | Марчелло Крака Дітер Кіндльманн                 | 6–4, 6–4                   |
| Перемога  | 11.  | 1995              | Дюссельдорф, Німеччина                        | Ґрунт (червоний) | Фабіо Коланджело      | Філіп Полашек Ігор Зеленай                      | 3–6, 6–3, [10–7]           |
| Перемога  | 12.  | 1991              | Еккенталь, Німеччина                          | Килим (i)        | Ларс Юбель            | Філіпп Пецшнер Александер Пея                   | 6–3, 6–4                   |
| Поразка   | 13.  | 2000              | Нуслох, Німеччина                             | Килим (i)        | Ларс Юбель            | Фред Геммес мол. Міхел Конінґ                   | 7–6(7), 6–3                |
| Поразка   | 14.  | 1993              | Штутгарт, Німеччина                           | Тверде (i)       | Ларс Юбель            | Александер Садецкі Ізак ван дер Мерве           | 6–1, 6–4                   |
| Перемога  | 13.  | 1997              | Анже, Франція                                 | Ґрунт (червоний) | Ларс Юбель            | Олів'є Шарруен Тома Оже                         | 6–7(6), 6–3, [10–8]        |
| Перемога  | 14.  | 2000              | Фюрт, Німеччина                               | Ґрунт (червоний) | Александер Пея        | Даніель Коллерер Франк Мозер                    | 6–3, 6–3                   |
| Перемога  | 15.  | 1972              | Лугано, Швейцарія                             | Ґрунт (червоний) | Раміз Джунейд         | Маріано Худ Едуардо Шванк                       | 7–6(7), 4–6, [10–7]        |
| Перемога  | 16.  | 1994              | Схевенінген, Нідерланди                       | Ґрунт (червоний) | Раміз Джунейд         | Матве Мідделкоп Мелле ван Ґемерден              | 5–7, 6–2, [10–6]           |
| Поразка   | 15.  | 1980              | Сан-Марино, Сан-Марино                        | Ґрунт (червоний) | Фабіо Коланджело      | Їв Аллегро Горія Текеу                          | 7–5, 7–5                   |
| Поразка   | 16.  | 1982              | Женева, Швейцарія                             | Ґрунт (червоний) | Раміз Джунейд         | Даніель Коллерер Франк Мозер                    | 7–6(5), 3–6, [10–8]        |
| Перемога  | 17.  | 1998              | Алфен-ан-ден-Рейн (муніципалітет), Нідерланди | Ґрунт (червоний) | Раміз Джунейд         | Барт Бекс Матве Мідделкоп                       | 6–3, 6–2                   |
| Поразка   | 17.  | 1991              | Любляна, Словенія                             | Ґрунт (червоний) | Раміз Джунейд         | Хуан Пабло Бжезіцькі Маріано Худ                | 7–5, 7–6(4)                |
| Поразка   | 18.  | 1984              | Баня-Лука, Боснія і Герцеговина               | Ґрунт (червоний) | Раміз Джунейд         | Аттіла Балаж Амір Хадад                         | 7–5, 6–2                   |
| Поразка   | 19.  | 2003              | Швібердінген, Німеччина                       | Килим (i)        | Давід Клір            | Андіс Юшка Лукаш Росол                          | 6–1, 6–4                   |
| Поразка   | 20.  | 1996              | Штутгарт, Німеччина                           | Тверде (i)       | Давід Клір            | Баштіан Кніттель Костянтин Кравчук              | 1–6, 7–6(1), [10–4]        |
| Перемога  | 18.  | 1991              | Белград, Сербія                               | Килим (i)        | Міхаель Кольманн      | Айсам-уль-Хак Куреші Ловро Зовко                | 3–6, 6–2, [10–8]           |
| Поразка   | 21.  | 1997              | Рабат, Марокко                                | Ґрунт (червоний) | Міхаель Кольманн      | Рубен Рамірес Ідальго Сантьяго Вентура Бертомеу | 6–4, 7–6(5)                |
| Перемога  | 19.  | 1999              | Афіни, Греція                                 | Килим (i)        | Раміз Джунейд         | Єссе Гута Ґалунґ Руї Мачадо                     | 6–4, 6–3                   |
| Перемога  | 20.  | 1979              | Карлсруе, Німеччина                           | Ґрунт (червоний) | Раміз Джунейд         | Томаш Беднарек Айсам-уль-Хак Куреші             | 7–5, 6–4                   |
| Поразка   | 22.  | 1996              | Еккенталь, Німеччина                          | Килим (i)        | Ігор Зеленай          | Міхаель Кольманн Александер Пея                 | 6–4, 7–6(4)                |
| Поразка   | 23.  | 1989              | Аахен, Німеччина                              | Килим (i)        | Ігор Зеленай          | Роган Бопанна Айсам-уль-Хак Куреші              | 6–4, 7–6(6)                |
| Перемога  | 21.  | 1982              | Братислава, Словаччина                        | Тверде (i)       | Ігор Зеленай          | Леош Фридль Давід Шкох                          | 6–4, 6–4                   |
| Перемога  | 22.  | 1968              | Зальцбург, Австрія                            | Тверде (i)       | Ігор Зеленай          | Санчай Ратіватана Сончат Ратіватана             | 6–4, 7–5                   |
| Поразка   | 24.  | 1998              | Схевенінген, Нідерланди                       | Ґрунт            | Раміз Джунейд         | Франко Феррейро Харш Манкад                     | 6–4, 3–6, [10–7]           |
| Поразка   | 25.  | 1988              | Щецин, Польща                                 | Ґрунт (червоний) | Раміз Джунейд         | Дастін Браун Рогір Вассен                       | 6–4, 7–5                   |
| Поразка   | 26.  | 1992              | Корденонс, Італія                             | Ґрунт            | Флорін Мерджа         | Лукаш Длоуги Міхал Мертиняк                     | 7–5, 5–7, [7–10]           |
| Перемога  | 23.  | 2002              | Комо, Італія                                  | Ґрунт            | Флорін Мерджа         | Колін Ебелтіт Ярослав Поспішил                  | 6–4, 4–6, [10–4]           |
| Перемога  | 24.  | 1988              | Ренн, Франція                                 | Тверде           | Флорін Мерджа         | Томаш Беднарек Матеуш Ковальчик                 | 6–3, 6–2                   |
| Поразка   | 27.  | 1997              | Женева, Швейцарія                             | Ґрунт            | Флорін Мерджа         | Юган Брунстрем Равен Класен                     | 6–7(2–7), 7–6(7–5), [5–10] |
| Поразка   | 28.  | 1991              | Братислава, Словаччина                        | Тверде           | Флорін Мерджа         | Лукаш Длоуги Михайло Єлгін                      | 7–6(7–5), 2–6, [6–10]      |
| Перемога  | 25.  | 20 січня 2013     | Штутгарт, Німеччина                           | Тверде (i)       | Флорін Мерджа         | Джеймс Класкі Александер Сачко                  | 6–2, 6–2                   |
| Поразка   | 29.  | 2007              | Шербур, Франція                               | Тверде           | Флорін Мерджа         | Санчай Ратіватана Сончат Ратіватана             | 5–7, 4–6                   |
| Поразка   | 30.  | 24 березня 2013   | Рімускі, Канада                               | Тверде           | Флорін Мерджа         | Сем Грот Джон-Патрік Сміт                       | 6–7(5–7), 6–7(7–9)         |
| Поразка   | 31.  | 31 березня 2013   | Ле-Гозьє, Гваделупа                           | Тверде           | Флорін Мерджа         | Дуді Села Джиммі Ванг                           | 1–6, 2–6                   |
| Поразка   | 32.  | 12 травня 2013    | Рим, Італія                                   | Ґрунт            | Флорін Мерджа         | Андре Бегеманн Мартін Еммріх                    | 6–7(4–7), 3–6              |
| Поразка   | 33.  | 18 серпня 2013    | Меербуш, Німеччина                            | Ґрунт            | Дастін Браун          | Раміз Джунейд Франк Мозер                       | 3–6, 6–7(4–7)              |
| Перемога  | 26.  | 3 листопада 2013  | Еккенталь, Німеччина                          | Килим (i)        | Дастін Браун          | Пйотр Ґадомський Матеуш Ковальчик               | 7–6(7–4), 6–2              |
| Поразка   | 34.  | 17 листопада 2013 | Гельсінкі, Фінляндія                          | Тверде (i)       | Дастін Браун          | Генрі Контінен Яркко Ніємінен                   | 5–7, 7–5, [5–10]           |
| Поразка   | 35.  | 6 квітня 2014     | Сен-Бріє, Франція                             | Тверде (i)       | Віктор Балуда         | Домінік Мефферт Тім Пюц                         | 4–6, 3–6                   |
| Перемога  | 27.  | 12 жовтня 2014    | Ренн, Франція                                 | Тверде (i)       | Тобіас Камке          | Франтішек Чермак Джонатан Ерліх                 | 3–6, 6–2, [10–3]           |
| Поразка   | 36.  | 9 листопада 2014  | Муйрон-ле-Каптіф, Франція                     | Тверде (i)       | Тобіас Камке          | П'єр-Юг Ербер Ніколя Маю                        | 3–6, 4–6                   |

## Досягнення в парному розряді
| W | Ф | ПФ | ЧФ | #Р | КТ | К# | DNQ | A | NH |

| Турнір                                 | 2008  | 2009  | 2010  | 2011  | 2012  | 2013  | 2014  | 2015  | 2016  | SR     | В-П   |
| -------------------------------------- | ----- | ----- | ----- | ----- | ----- | ----- | ----- | ----- | ----- | ------ | ----- |
| Турніри Великого шолома                |       |       |       |       |       |       |       |       |       |        |       |
| Відкритий чемпіонат Австралії з тенісу |       |       | 3р    | 2р    | 2р    |       |       |       |       | 0 / 3  | 4–3   |
| Відкритий чемпіонат Франції з тенісу   |       |       | 1р    | 2р    | 1р    | 2р    | 1р    |       |       | 0 / 5  | 2–5   |
| Вімблдонський турнір                   |       | 2р    | 2р    | ЧФ    | 2р    | 1р    | К1р   |       | К2р   | 0 / 5  | 6–5   |
| Відкритий чемпіонат США з тенісу       |       |       | 2р    | 2р    |       |       | 1р    |       |       | 0 / 3  | 2–3   |
| В-П                                    | 0–0   | 1–1   | 4–4   | 6–4   | 2–3   | 1–2   | 0–2   | 0–0   | 0–0   | 0 / 16 | 14–16 |
| Загальна статистика                    |       |       |       |       |       |       |       |       |       |        |       |
| Титули / Фінали                        | 0 / 0 | 0 / 0 | 0 / 1 | 0 / 0 | 0 / 0 | 0 / 0 | 0 / 1 | 0 / 0 | 0 / 0 | 0 / 2  | 0 / 2 |
| Разом виграшів–поразок                 | 0–1   | 2–5   | 15–17 | 13–17 | 9–17  | 5–12  | 5–10  | 0–0   | 0–2   | 49–81  | 49–81 |
| Рейтинг на кінець року                 | 109   | 75    | 68    | 64    | 81    | 84    | 98    | –     | 1216  | 38%    | 38%   |